# Јак-15
Јак-15 (по Нато класификацији енгл. Feather) је међу првим развијеним совјетским ловцима са млазним мотором. Полетео је 14. априла, само три часа после авиона МиГ-9. Развијен је од варијанте Јак-3 са структуром од метала. Једноставно је интегрисан млазни мотор, уместо клипног, по угледу на немачка искуства, током завршног дела Другог светског рата, са циљем да се скрати потребно време од донете одлуке до полетања авиона.

## Развој
При крају Другог светског рата, развој и примена млазних мотора на ловачким авионима, далеко су одмакли у Немачкој и у Америци. У Совјетском Савезу једноставно нису смели заостајати и предузели су све да одрже корак у развоју и примени те нове технологије. Покренута су два конкуренска програма, МиГ-9 и Јак-15.
У ОКБ Јаковљев (рус. опытно-конструкторское бюро Яковлев), желели су одржати стечену репутацију са успешним ратним ловцима Јак-1, Јак-3, Јак-7 и Јак-9 и да даље остану у светском врху, у тој грани ваздухопловне технике. За руководиоце развојног програма, свога првог ловачког авиона са млазним мотором, задужини су били Јевгеније Адлер и Леонид Шектер. Због тренутног заостања, у односу на друге, донета је одлука да се добије на времену са конверзијом трофејног немачког турбо-млазног мотора Јумо-004, на постојећи авион Јак-3 ВК-107А, који је у варијанти са структуром израђеном од метала. Званично је отпочео развој авиона Јак-15 у мају 1945. са планом да се три развојна прототипа заврше до октобра, исте године. 
Интеграција млазног мотора, у постојећи труп авиона Јак-3, подржана је са испитивањем у аеротунелу института ЦАГИ, у природној величини. На авиону Јак-15, задржано је крило (готово у целини), задњи део трупа, репне површине и стајни органи од Јак-3. Направљен је нови предњи део трупа, за уградњу мотора Јумо-004, са директним, пито уводником ваздуха. 
Пројектна документација завршена је у току маја 1945. године, a први прототип, завршен је већ у октобру исте године. Упркос свим настојањима, није се успело да Јак-15 полети пре од авиона МиГ-9. Наиме, оба су авиона полетела 24. априла 1946, али је МиГ цела три сата раније. Први лет, авионом Јак-15, направио је пробни пилот М. И. Иванов.
Убрзо се показало да та чињеница није била једина предност МиГ-9 у односу на Јак-15. МиГ-9 се показао знатно бољим авионом у односу на Јак-15, што је и разумљиво пошто је од почетка, концепцијски развијан интегрално са турбо-млазним мотором. МиГ-9 концепцијски је био напреднији авион, са већим потенцијалом за усавршавање и даљи развој. Упркос томе оба су ушла у серијску производњу. Јавности је Јак-15 приказан 18. августа исте године на ваздухопловној паради у Тушину. Први серијски авион Јак-15, полетео је 5. октобра 1946. године, што представља веома кратко време за развој авиона. Декретом је распоређена серијска производња авиона Јак-15 у фабрици авиона №31 у Тбилисију, Грузија. Захваљујући тако брзом почетку серијске производње већ 21. октобра исте године, предато је на оперативна испитивања, Совјетском ратном ваздухопловству 15 серијских авиона. Јак-15, усвојен је за оперативну употребу у мају 1947. године као први совјетски ловац, са млазним мотором, у наоружању Црвене армије. Укупно је било захтевано да се произведе 280 примерака авиона Јак-15. Они су у јединицама совјетског ваздухопловства одиграли историјску улогу у стицању искуства у коришћењу авиона са млазним мотором, што је било драгоцено за летачки и технички састав. На искуству развоја, производње и експлоатације су касније развијани Јак-17, Јак-21 и Јак-23. За разлику од авиона МиГ-9, Јак-15 је коришћен у савезничким ваздухопловствима Пољске, Чекословачке, Мађарске и Румуније.

## Опис
Предњи део трупа авиона, клипни мотор и моторски носач авиона Јак-3, скинути су и пројектована су нова решења, према захтевима интеграције турбо-млазног мотора Јумо-004, односно његове совјетске копије РД-10. Усисник ваздуха је типа пито а мотор је уграђен у нови сегмент, предњег дела трупа. Издувна цев је у продужетку тога новог сегмента трупа, на доњем делу основног трупа.
Структура змаја авиона Јак-3 је димензионисана, па и пеналисана са одговарајућом масом, за анвелопу лета која је била ограничена са могућностима клипног мотора мање снаге, те је са уградњом млазног мотора добијен веома повољан однос потисак/маса авиона. Из ових разлога је Јак-15, у односу на све остале оперативне ловце са млазним мотором, био и остао међу примерима са најповољнијим односом потиска и масе авиона. Цена је компромисно плаћена са смањеном (ограниченом) анвелопом лета. Максимални Махов број је био ограничен на 0,68, на висини лета од 3 200 m.
Буквална замена клипног са турбо-млазним мотором на истоветан змај авиона, без озбиљније измене и подешавања концепције, оставио је велике последице на коначан резултат у експлоатацији и у перформансама авиона. То је била плаћена велика цена, да би се скратило време до добитка оперативног авиона са турбо-млазним мотором. Један од највећих проблема је наслеђе неприхватљивог положаја репног точка у струји издувних гасова из мотора. Због тога се гума прегревала, а и гасови су скретани па су подизали облак прашине око авиона. Свако скретање издувних гасова мења и правац вектора потиска мотора. Тај проблем је био присутан при вожњи по земљи и при полетању авиона Јак-15. У циљу превазилажења тога озбињног проблема, убрзо је направљен репројекат у верзију Јак-15У, са стајним органима типа трицикл.

### Варијанте[4]
- Јак-15 : Ловац са млазним мотором, једносед.
- Јак-21 : Верзија двоседа од Јак-15.
- Јак-15У : Реконструкција Јак-15, са стајним органима типа трицикл.
- Јак-21Т : Верзија двоседа од Јак-15У.
- Јак-17 РД-10 : Прототип авиона Јак-17, са истим узгонским површинама авиона Јак-15, али са ламинарним аеропрофилима.

#### Јак-15
Јак-15 је почетна варијанта, настала са минималном реконструкцијом авиона Јак-3, са уградњом турбо-млазног мотора Јумо-004, односно његове совјетске копије РД-10.

#### Јак-21
Јак-21 је двосед од авиона Јак-15, намењен за обуку и тренажу пилота. У основној варијанти једноседа Јак-15 је уграђена додатна кабина за пилота ученика у простору који је заузимало наоружање, испред постојеће кабине. Испитивања овог прототипа отпочето је 1947. године. Преименован је у програм Јак-17УТИ, са развојем двоседа са новим стајним органима, типа трицикл.

#### Јак-15У
Јак-15У је експериментални авион, на коме је развијена носна нога, уместо репног точка на основном Јак-15. Послужио је за истраживање решења за стајне органе типа трицикл и за ношење подвесних резервоара горива, за варијанту Јак-17.

#### Јак-21Т
Јак-21Т је двосед (тренер) са стајним органима типа трицикл, од варијанте Јак-15У.

#### Јак-17 РД-10
Јак-17 РД-10 је практично исти као Јак-15, стим што су узгонске површине са новим аеропрофилима, развијеним у институту ЦАГИ. Примењен је танки ламинарни аеропрофил. Испитивање је отпочето у септембру 1946. године и убрзо је развој прекинут.

### Наоружање
У носном делу трупа авиона, уграђена су два топа НС-23 (рус. Нудельман-Суранов), калибра 23 mm, са каденцом од 550 граната у минуту. По сваком топу је био бојеви комплет од по 60 граната, маса топа је била 37 kg. Интеграција топова са структуром трупа авиона је била адекватна и није било никаквог усисавања његових барутнух гасова, у уводник мотора.

### Карактеристике[1]
- Посада: 1
- Дужина авиона: 8,7
- Распон крила: 9,2
- Површина крила: 14,85
- Висина авиона: 2,27
- Маса авиона: 1 918
- Највећа брзина: 805 km/h (на висини од 5 000 m), 700 km/h (на нивоу мора)
- Долет: 510
- Највећа висина лета: 13 350
- Однос потисак / маса: 0,34
- Специфично оптерећење крила: 150 kg/m²
- Тип мотора: 1 х РД-10
- Потисак мотора: 8,9
- Висина лета од 5 000 m за 4,8 минута
- Висина лета од 10.000 m за 13,8 минута
- Брзина слетања 135
- Стаза полетања 600
- Стаза слетања 720
- Унутрашње гориво 590 литара

### Наоружање
- Наоружање: 2 к Нуделман-Суранов НС-23

## Корисници
- СССР
- Мађарска
- Пољска
- Румунија
- Чехословачка